# GN-108036
GN-108036是一個遙遠的星系，由位於夏威夷的昴星團望遠鏡和凱克天文台發現並確認；哈伯太空望遠鏡和史匹哲太空望遠鏡也參與了這項研究。

## 描述

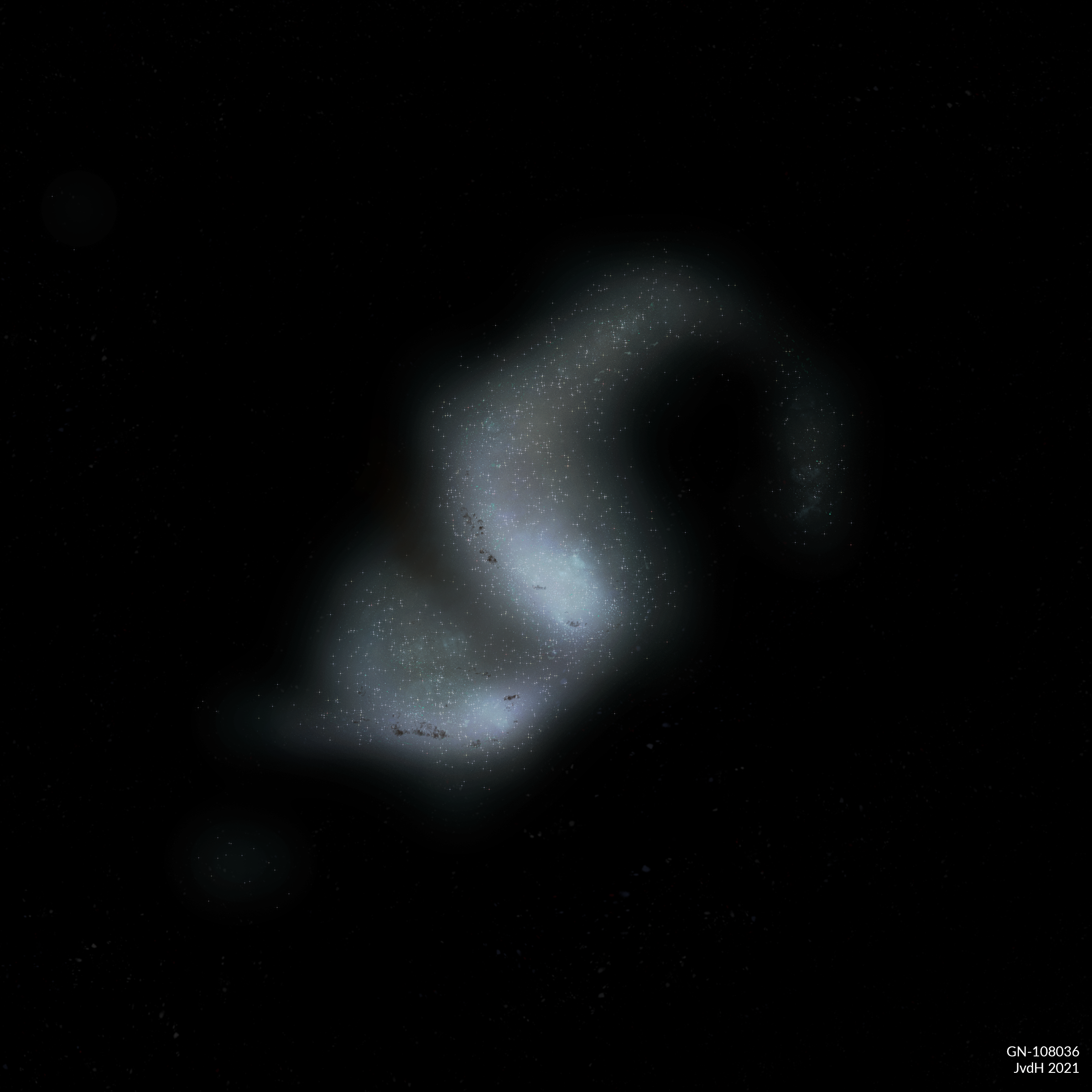
藝術家印象中的GN-108036。

z = 7.2的紅移，意味著該星系的光花了近130億年的時間才到達地球，因此它的形成可以追溯到大爆炸後的7.5億年。它的恒星形成率很高，每年100太陽質量，大約是銀河系的30倍。它也比銀河系大5倍，質量高100倍。